# Gmina Skoroszyce
Die Gmina Skoroszyce ist eine Landgemeinde im Powiat Nyski der Woiwodschaft Opole im südwestlichen Teil Polens. Gemeindesitz ist das Dorf Skoroszyce (deutsch Friedewalde).

## Geografie
Das Gemeindegebiet erstreckt sich nördlich der Kreisstadt Nysa (Neisse).

## Politik

### Gemeindevorsteher
An der Spitze der Gemeindeverwaltung steht der Gemeindevorsteher. Dies ist seit 2014 Barbara Dybczak, die mit ihrem eigenen Wahlkomitee antritt. Die turnusmäßige Wahl im Oktober 2018 führte zu folgendem Ergebnis:
- Barbara Dybczak (Wahlkomitee Barbara Dybczak) 46,3 % der Stimmen
- Marzena Ostachowska-Błoch (Wahlkomitee „Positiv – Klub für soziale Initiativen“) 39,9 % der Stimmen
- Jarosław Jastrząb (Wahlkomitee Jarosław Jastrząb) 13,8 % der Stimmen

In der damit notwendigen Stichwahl wurde Amtsinhaberin Dybczak mit 53,4 % der Stimmen gegen das PO-Mitglied Ostachowska-Błoch als Gemeindevorsteherin wiedergewählt.
Die turnusmäßige Wahl im Oktober 2018 führte zu folgendem Ergebnis:
- Barbara Dybczak (Wahlkomitee Barbara Dybczak) 63,8 % der Stimmen
- Marzena Ostachowska-Błoch (Wahlkomitee der positiven Wähler von Marzena Ostachowska-Błoch) 26,7 % der Stimmen
- Marcin Worek (Prawo i Sprawiedliwość) 9,5 % der Stimmen

Damit wurde Barbara Dybczak bereits im ersten Wahlgang als Gemeindevorsteherin wiedergewählt.

### Gemeinderat
Der Gemeinderat besteht aus 15 Mitgliedern und wird von der Bevölkerung in Einpersonenwahlkreisen gewählt. Die Gemeinderatswahl 2018 führte zu folgendem Ergebnis:
- Wahlkomitee Barbara Dybczak 45,8 % der Stimmen, 10 Sitze
- Wahlkomitee „Positiv – Klub für soziale Initiativen“ 35,9 % der Stimmen, 4 Sitze
- Wahlkomitee Jarosław Jastrząb 18,3 % der Stimmen, 1 Sitz

Die Gemeinderatswahl 2018 führte zu folgendem Ergebnis:
- Wahlkomitee Barbara Dybczak 10 Sitze
- Wahlkomitee der positiven Wähler von Marzena Ostachowska-Błoch 4 Sitze
- Prawo i Sprawiedliwość (PiS) 1 Sitz

## Gemeindegliederung
Die Landgemeinde Skoroszyce umfasst zehn Schulzenämter (sołectwo) (deutsche Namen bis 1945): 
| - Brzeziny (Groß Briesen) - Chróścina (Falkenau) - Czarnolas (Petersheide) - Giełczyce (Geltendorf) - Makowice (Mogwitz, 1936–1945: Breitenfeld O. S.) | - Mroczkowa (Eckwertsheide) - Pniewie (Koppendorf) - Sidzina (Hennersdorf) - Skoroszyce (Friedewalde) - Stary Grodków (Alt Grottkau) |

## Persönlichkeiten
- Fedor von Winckler (* 1813 in Mogwitz; †  1895 in Dresden), preußischer Generalleutnant